# 查皮内里亚
查皮内里亚，是西班牙马德里自治区的一个市镇。总面积25平方公里，总人口1458人（2001年），人口密度58人/平方公里。